# 223 a.C.
Il 223 a.C. (CCXXIII a.C. in numeri romani) è un anno  del III secolo a.C.

## Eventi
- Milano è conquistata dai Romani, a danno dei Galli.
- Antioco III il Grande succede al fratello maggiore Seleuco III Cerauno come re della dinastia seleucide.
- Cina - Lo stato di Qin conquista lo stato di Chu.

## Morti
- Seleuco III, sovrano